# Athlītikos Omilos Iōnikos Nikaias
L'Athlītikos Omilos Iōnikos Nikaias (in greco Αθλητικός Όμιλος Ιωνικός Νίκαιας, "Società atletica Ionikos Nikaia"), è una società calcistica greca di Nikaia, presso il Pireo. Milita nel campionato regionale del Pireo, la quarta divisione del campionato greco. 
I colori sociali sono il blu e il bianco. Disputa le partite casalinghe allo stadio Neapoli.

## Storia
Il club fu fondato nel giugno del 1965, quando l'allora presidente Alex Meraklidis fece fondere due squadre di calcio locali, l'Unione Atletica di Nikaia e l'Aris Pireo. Nikaia è una località che al tempo della fondazione della società era comune a sé stante, mentre dal 2011 appartiene alla municipalità di Nikaias-Agios Ioannis Rentis.
Nel 1989 lo Ionikos raggiunse la promozione in Alpha Ethniki, la massima divisione, e da allora ha preso parte alla Coppa UEFA nella stagione 1999-2000, e, nella stagione successiva, alla finale di Coppa di Grecia. 
Dal 1989 al 2007 militò in massima serie per 16 stagioni su 18, raggiungendo il quinto posto in due stagioni. Nella stagione 2006-2007 la squadra si classificò sedicesima in massima serie e retrocesse.
Al termine dell'annata 2020-2021, vincendo il campionato di Souper Ligka Ellada 2, tornò nella massima serie greca dopo 13 anni di assenza.

## Statistiche e record

### Partecipazioni alle competizioni
- Stagioni nella Souper Ligka Ellada: 16
- Stagioni in Coppa UEFA: 1

### Statistiche nelle competizioni UEFA
Tabella aggiornata alla fine della stagione 2018-2019.
| Competizione                  | Partecipazioni | G | V | N | P | RF | RS |
| ----------------------------- | -------------- | - | - | - | - | -- | -- |
| Coppa UEFA/UEFA Europa League | 1              | 2 | 0 | 0 | 2 | 1  | 4  |

## Organico

### Rosa 2023-2024
Aggiornata al 14 ottobre 2023.
| N. |                        | Ruolo | Calciatore              |
| -- | ---------------------- | ----- | ----------------------- |
| 3  | Grecia (bandiera)      | D     | Chrīstos Tasoulīs       |
| 4  | Grecia (bandiera)      | D     | Konstantinos Tsirigotis |
| 6  | Grecia (bandiera)      | C     | Giannis Gotsoulias      |
| 7  | Argentina (bandiera)   | C     | Tomás De Vincenti       |
| 11 | Inghilterra (bandiera) | C     | Kaiyne Woolery          |
| 15 | Grecia (bandiera)      | D     | Giōrgos Valerianos      |
| 17 | Argentina (bandiera)   | C     | Walter Iglesias         |
| 20 | Albania (bandiera)     | D     | Simon Rrumbullaku       |
| 21 | Grecia (bandiera)      | C     | Vasilios Poghosyan      |
| 22 | Grecia (bandiera)      | D     | Giōrgos Mygas           |
| 23 | Argentina (bandiera)   | D     | Salvador Sánchez        |
| 24 | Togo (bandiera)        | C     | Alaixys Romao           |
| 26 | Capo Verde (bandiera)  | C     | Jerson Cabral           |
| 30 | Grecia (bandiera)      | P     | Georgios Christodoulis  |

| N. |                      | Ruolo | Calciatore               |
| -- | -------------------- | ----- | ------------------------ |
| 34 | Argentina (bandiera) | A     | Maximiliano Lovera       |
| 66 | Austria (bandiera)   | D     | Emanuel Šakić            |
| 75 | Francia (bandiera)   | C     | Bandiougou Fadiga        |
| 87 | Spagna (bandiera)    | C     | José Alberto Cañas       |
| 91 | Grecia (bandiera)    | C     | Chrīstos Eleytheriadīs   |
| 92 | Brasile (bandiera)   | C     | Sebá                     |
| 94 | Grecia (bandiera)    | P     | Eleutherios Choutesiōtīs |
| 99 | Grecia (bandiera)    | A     | Vasilīs Mantzīs          |
|    | Grecia (bandiera)    | A     | Vangelīs Platellas       |
|    | Grecia (bandiera)    | A     | Dīmītrios Manos          |
|    | Grecia (bandiera)    | P     | Petros Kyritsas          |
|    | Algeria (bandiera)   | D     | Rachid Bouhenna          |
|    | Francia (bandiera)   | P     | Bobby Allain             |
|    | Germania (bandiera)  | C     | Michael Gardawski        |

### Rosa 2022-2023
Aggiornata al 22 febbraio 2023.
| N. |                        | Ruolo | Calciatore              |
| -- | ---------------------- | ----- | ----------------------- |
| 3  | Portogallo (bandiera)  | D     | Hugo Sousa              |
| 4  | Grecia (bandiera)      | D     | Konstantinos Tsirigotis |
| 5  | Ghana (bandiera)       | C     | Raman Chibsah           |
| 6  | Grecia (bandiera)      | C     | Giannis Gotsoulias      |
| 8  | Francia (bandiera)     | C     | Zinédine Machach        |
| 11 | Inghilterra (bandiera) | C     | Kaiyne Woolery          |
| 15 | Grecia (bandiera)      | D     | Giōrgos Valerianos      |
| 20 | Albania (bandiera)     | D     | Simon Rrumbullaku       |
| 21 | Grecia (bandiera)      | C     | Vasilios Poghosyan      |
| 22 | Grecia (bandiera)      | D     | Giōrgos Mygas           |
| 23 | Argentina (bandiera)   | D     | Salvador Sánchez        |
| 24 | Togo (bandiera)        | C     | Alaixys Romao           |
| 26 | Capo Verde (bandiera)  | C     | Jerson Cabral           |
| 30 | Grecia (bandiera)      | P     | Georgios Christodoulis  |

| N. |                      | Ruolo | Calciatore               |
| -- | -------------------- | ----- | ------------------------ |
| 34 | Argentina (bandiera) | A     | Maximiliano Lovera       |
| 66 | Austria (bandiera)   | D     | Emanuel Šakić            |
| 75 | Francia (bandiera)   | C     | Bandiougou Fadiga        |
| 87 | Spagna (bandiera)    | C     | José Alberto Cañas       |
| 91 | Grecia (bandiera)    | C     | Chrīstos Eleytheriadīs   |
| 92 | Brasile (bandiera)   | C     | Sebá                     |
| 94 | Grecia (bandiera)    | P     | Eleutherios Choutesiōtīs |
| 99 | Grecia (bandiera)    | A     | Vasilīs Mantzīs          |
|    | Grecia (bandiera)    | A     | Vangelīs Platellas       |
|    | Algeria (bandiera)   | D     | Rachid Bouhenna          |
|    | Grecia (bandiera)    | A     | Dīmītrios Manos          |
|    | Francia (bandiera)   | P     | Bobby Allain             |
|    | Grecia (bandiera)    | P     | Petros Kyritsas          |

### Rosa 2021-2022
Aggiornata al 19 marzo 2022.
| N. |                       | Ruolo | Calciatore              |
| -- | --------------------- | ----- | ----------------------- |
| 4  | Grecia (bandiera)     | D     | Konstantinos Tsirigotis |
| 5  | Grecia (bandiera)     | D     | Nikos Vafeas            |
| 6  | Grecia (bandiera)     | C     | Giannis Gotsoulias      |
| 7  | Siria (bandiera)      | C     | Aias Aosman             |
| 9  | Grecia (bandiera)     | A     | Giōrgos Manalīs         |
| 10 | Portogallo (bandiera) | C     | Dálcio                  |
| 11 | Capo Verde (bandiera) | A     | Jerson Cabral           |
| 15 | Grecia (bandiera)     | D     | Giōrgos Valerianos      |
| 16 | Ucraina (bandiera)    | D     | Dmytro Čyhryns'kyj      |
| 17 | Grecia (bandiera)     | A     | Theodosīs Machairas     |
| 19 | Albania (bandiera)    | P     | Kristian Rroku          |
| 20 | Grecia (bandiera)     | A     | Leuterīs Matsoukas      |
| 21 | Grecia (bandiera)     | C     | Vasilios Poghosyan      |
| 22 | Grecia (bandiera)     | D     | Giōrgos Mygas           |

| N. |                       | Ruolo | Calciatore               |
| -- | --------------------- | ----- | ------------------------ |
| 23 | Argentina (bandiera)  | D     | Salvador Sánchez         |
| 24 | Togo (bandiera)       | C     | Alaixys Romao            |
| 26 | Albania (bandiera)    | C     | Vullnet Basha            |
| 30 | Grecia (bandiera)     | P     | Georgios Christodoulis   |
| 31 | Grecia (bandiera)     | D     | Giannīs Kiakos           |
| 33 | Grecia (bandiera)     | A     | Vangelīs Platellas       |
| 34 | Brasile (bandiera)    | A     | Thuram                   |
| 41 | Slovenia (bandiera)   | P     | Nejc Vidmar              |
| 87 | Spagna (bandiera)     | C     | José Alberto Cañas       |
| 91 | Portogallo (bandiera) | A     | Ricardo Valente          |
| 92 | Colombia (bandiera)   | A     | Reinaldo Lenis           |
| 94 | Grecia (bandiera)     | P     | Eleutherios Choutesiōtīs |
| 99 | Grecia (bandiera)     | A     | Vasilīs Mantzīs          |

## Palmarès

### Competizioni nazionali
- Beta Ethniki/Souper Ligka Ellada 2: 2

1993-1994, 2020-2021
- Gamma Ethniki: 2

1977 (gruppo 8), 1981-1982 (gruppo 1)
- Delta Ethniki: 1

2012-2013 (gruppo 9)

### Altri piazzamenti
- Coppa di Grecia:

Finalista: 1999-2000
- Beta Ethniki/Souper Ligka Ellada 2:

Secondo posto: 1991-1992, 2019-2020
Terzo posto: 1988-1989
- Gamma Ethniki:

Secondo posto: 1984-1985 (gruppo 1), 2016-2017 (gruppo 4), 2018-2019 (gruppo 5)
Terzo posto: 1983-1984 (gruppo 1), 2013-2014 (gruppo 5), 2014-2015 (gruppo 4)